# ياسر التويجري
ياسر التويجري (5 مايو 1981)، شاعر سعودي.

## عن حياته
ولد الشاعر ياسر بن محمد التويجري في المملكة العربية السعودية وتحديدا في مدينة بريدة في منطقة القصيم، ويعد من نشطاء الشعر الشعبي في الخليج العربي، وكثير من مواضيعه تخص الأمة والشعب، ومعروف بأنه من شعراء الجرأة، حيث بدء حياته الشعرية مبكره جداً عندما كان عمره حوالي 16 سنه من خلال الأمسيات والحفلات الأدبية، وشارك في أهم المهرجانات الشعرية في الخليج العربي مثل:الجنادرية وهلا فبراير وملتقى دبي ومهرجان الدوحة الثقافي. وأقام العديد من الأمسيات في الوطن العربي كان منها أمسية القاهرة التي أحدثت الكثير من الضجة الإعلامية بعد تهجم الشاعر على الرئيس المصري السابق حسني مبارك.

## من قصائده
- الحصار.
- معركة عين جالوت.
- يا معذبتني ليه هذا الجفى ليه.
- يا حول يالي ما سكن في بريده.
- يا راكبه فالأودي.
- الموسمية.
- ولدت ساطي.
- النازحين.

## قصائد مغناة
| القصيدة      | الفنان                 | الملحن          |       |
| ------------ | ---------------------- | --------------- | ----- |
| أشياء        | محمد عبده              | أحمد الهرمي     | [ 3 ] |
| تناديك       | ماجد المهندس           | أحمد الهرمي     | [ 4 ] |
| بي شي        | ماجد المهندس           | ناصر الصالح     |       |
| يا وجه الأرض | رابح صقر               | ياسر أبو علي    |       |
| كل حزن       | وليد الشامي            | وليد الشامي     | [ 5 ] |
| يا أهل الهجن | وليد الشامي            | بندر سعد        | 2018  |
| تلمست لك عذر | راشد الماجد            | أحمد الهرمي     |       |
| مرت          | وليد الشامي            | وليد الشامي     | 2021  |
| العيود السود | فؤاد عبد الواحد        | وليد الشامي     | 2023. |
| بنات البرق   | فهدالكبيسي راشد الفارس | عبدالله المناعي | 2024  |
| فداك         | نوال                   | عزوف            | 2024  |
| اللي بقى     | فهد الكبيسي            | ياسر بوعلي      | 2024  |

## وصلات خارجية
- صفحة ياسر التويجري في تويتر